# جونغ سونغ-هو
جونغ سونغ-هو (هانغل: 정성호) هو لاعب كرة قدم كوري جنوبي في مركز الدفاع، ولد في 7 أبريل 1986 في كوريا الجنوبية. لعب مع نادي سول.

## وصلات خارجية
- جونغ سونغ-هو على موقع دوري كوريا الجنوبية (الإنجليزية)